# Silke Möller
Silke Gladisch-Möller (Stralsund, 20 giugno 1964) è un'ex velocista tedesca.
Ha gareggiato per la Germania Est, conquistando i titoli mondiali dei 100 e 200 metri piani a Roma 1987.

## Biografia
È stata una delle donne più veloci del mondo. Il suo miglior risultato è stato il record del mondo nella staffetta 4×100 metri, stabilito in Coppa del mondo a Canberra il 6 ottobre 1985.

## Record nazionali

### Seniores
Record nazionali tedeschi
- Staffetta 4×100 metri: 41"37 ( Canberra, 6 ottobre 1985)  (Silke Möller, Sabine Günther, Ingrid Auerswald, Marlies Göhr)

## Palmarès
| Anno | Manifestazione   | Sede      | Evento      | Risultato  | Prestazione | Note                  |
| ---- | ---------------- | --------- | ----------- | ---------- | ----------- | --------------------- |
| 1981 | Europei juniores | Utrecht   | 4×100 metri | Oro        | 43"77       |                       |
| 1983 | Europei indoor   | Budapest  | 60 metri    | Argento    | 7"12        |                       |
| 1983 | Mondiali         | Helsinki  | 100 metri   | Semifinale | 11"30       |                       |
| 1983 | Mondiali         | Helsinki  | 4×100 metri | Oro        | 41"76       |                       |
| 1985 | Mondiali indoor  | Parigi    | 60 metri    | Oro        | 7"20        |                       |
| 1985 | Europei indoor   | Pireo     | 60 metri    | 4ª         | 7"24        |                       |
| 1986 | Europei indoor   | Madrid    | 60 metri    | Bronzo     | 7"14        |                       |
| 1986 | Europei          | Stoccarda | 200 metri   | Bronzo     | 22"64       |                       |
| 1986 | Europei          | Stoccarda | 4×100 metri | Oro        | 41"84       | Record dei campionati |
| 1987 | Mondiali         | Roma      | 100 metri   | Oro        | 10"90       | Record dei campionati |
| 1987 | Mondiali         | Roma      | 200 metri   | Oro        | 21"74       | Record dei campionati |
| 1987 | Mondiali         | Roma      | 4×100 metri | Argento    | 41"95       |                       |
| 1988 | Giochi olimpici  | Seul      | 100 metri   | Semifinale | 11"12       |                       |
| 1988 | Giochi olimpici  | Seul      | 200 metri   | 5ª         | 22"09       |                       |
| 1988 | Giochi olimpici  | Seul      | 4×100 metri | Argento    | 42"09       |                       |
| 1990 | Europei          | Spalato   | 100 metri   | Argento    | 11"10       |                       |
| 1990 | Europei          | Spalato   | 4×100 metri | Oro        | 41"68       |                       |

## Altre competizioni internazionali
1983
- Coppa Europa di atletica leggera ( Londra)

1985
- Oro in Coppa del mondo ( Canberra), 4×100 metri - 41"37

1987
- Coppa Europa di atletica leggera ( Praga)

1989
- Coppa Europa di atletica leggera ( Gateshead)
- Bronzo in Coppa del mondo ( Barcellona), 100 metri - 11"24
- Oro in Coppa del mondo ( Barcellona), 200 metri - 22"46
- Oro in Coppa del mondo ( Barcellona), 4×100 metri - 42"21